# Phạm Văn Thịnh (Thái Bình)
Phạm Văn Thịnh (sinh năm 1963) là thẩm phán cao cấp người Việt Nam. Ông hiện giữ chức vụ Chánh án Tòa án nhân dân tỉnh Thái Bình. 

## Tiểu sử
Phạm Văn Thịnh sinh năm 1963, quê quán tại xã Đông Thọ, thành phố Thái Bình, tỉnh Thái Bình.
Ông có bằng Cử nhân Kinh tế, Cử nhân Luật.
Ông là đảng viên Đảng Cộng sản Việt Nam.
Chiều ngày 29 tháng 12 năm 2015, Phạm Văn Thịnh, Phó Chánh án TAND tỉnh Thái Bình, được trao Quyết định số 1116/QĐ-TCCB của Chánh án Tòa án nhân dân tối cao Trương Hòa Bình kí ngày 10 tháng 9 năm 2015, bổ nhiệm giữ chức vụ Chánh án Tòa án nhân dân tỉnh Thái Bình nhiệm kì 5 năm. Quyết định này trên cơ sở đề nghị của Ban Thường vụ Tỉnh ủy Thái Bình, Thường trực Hội đồng nhân dân tỉnh Thái Bình và Vụ Tổ chức Cán bộ Tòa án nhân dân tối cao. Tỉnh ủy Thái Bình cũng trao cho ông quyết định số 16 ngày 16/10/2015 của Tỉnh ủy tỉnh Thái Bình chỉ định ông làm Bí thư Ban cán sự Đảng Cộng sản Việt Nam tại Tòa án nhân dân tỉnh Thái Bình.
Hiện nay (2020), ông đang là Tỉnh ủy viên Tỉnh ủy Thái Bình, Chánh án Tòa án nhân dân tỉnh Thái Bình.